# Chikamatsu Monzaemon
Chikamatsu Monzaemon (Província de Echizen, 1653 – Osaka, 6 de janeiro de 1725) foi um dramaturgo japonês que começou sua carreira escrevendo dramas históricos para kabuki e bunraku. Considerado o maior dramaturgo japonês de todos os tempos, escreveu mais de 100 peças teatrais, das quais cerca de 50 continuam atuais no repertório kabuki.
Chikamatsu emprestou uma espécie de realismo às suas criações, transformando o conflito entre as obrigações sociais (giri) e os sentimentos humanos (ninjô) em tema central de suas peças, cujo enfoque eram as paixões e as contradições do homem comum.
O bunraku viveu o seu melhor momento no século XVII, por meio do talento de Chikamatsu e do tayu Takemoto Gildayu (1651-1714). Nesse tempo, os bonecos eram operados por um único manipulador. Bonecos com três manipuladores surgiram em meados do século XVIII..

## Na Ficção
Chikamatsu Monzaemon foi citado no anime japonês Naruto Shippuden, de Masashi Kishimoto, no episódio 26, quando a personagem Chiyo invocou dez marionetes brancas, e Sasori, que enfrentava a mesma, disse que elas eram a "Coleção dos 10 de Chikamatsu", e Sasori também disse que Chikamatsu Monzaemon foi o primeiro mestre de marionetes.
BIBL.: Chikamatsu: 5 late plays ; tr.:  C. A. Gerstle. New York, Columbia Univ. Press , 2001.